# Ácido 3-nitropropiônico
Ácido 3-nitropropiônico (português brasileiro) ou ácido 3-nitropropiónico (português europeu) é um composto orgânico, um ácido carboxílico nitrado de fórmula C3H5NO4, fórmula linear O2N(CH2)2CO2H, sendo o derivado nitrado do ácido propanoico.

## Síntese
Ácido 3-nitropropiônico pode ser preparado em meio aquoso com propiolactona e nitrito de sódio. 
Síntese com ácido 3-iodopropiônico e nitrito de prata produz melhores rendimentos.